# کینسبورگ (کلرادو)
کینسبورگ (به انگلیسی: Keenesburg) شهری در ایالت کلرادو کشور ایالات متحده آمریکا است که جمعیت آن در سرشماری سال ۲۰۱۰ میلادی، ۱٬۱۲۷ نفر بوده‌است.